# Петрова Анна Іванівна
Анна Іванівна Петрова (15 вересня 1962 року в Сімферополі) — художник-монументаліст, внесла вагомий внесок у справу створення, відтворення та реставрації пам'яток історії та релігії Криму.

## Біографія
Анна народилася в центрі Криму, в Сімферополі. Батько — Петров Іван Семенович, художник-баталіст. Мати  - Ніна Петрівна, скульптор.
Освіта:
- З 1984 — 1990 роки вчилась у Ленінградському інституті живопису, скульптури та архітектури імені Рєпіна, майстерня монументального живопису академіка А. А. Мильнікова[5].
- 1978 — 1984 роки - Кримське художнє училище імені М. С. Самокиша[6].

## Творча діяльність

### Персональні виставки
- 1 — 2012 — «Галерея Уйпешта» Будапешт, Угорщина;
- 2 — 2008 — «Кунстштацион». (KUNSTSTATION KLEINSASSEN) м. Фульда, Німеччина;
- 3 — 2003 — «Hay Hill Gallery» Лондон, Велика Британія;
- 4 — 2000 — Музей Подольського району, Київ, Україна.

### Монументальні роботи, реставрація та відтворення
- 2013 — Реставрація «Адмірал Нахімов», бюст роботи скульптора Н. В. Томського, рік створення 1959. Сімферопольський художній музей.
- 2013 — Реставрація «Петр I» скульптурний портрет. Сімферопольський художній музей.
- 2012 - 2013 — реставрація монументальних творів з мармуру палацу Воронцова. Воронцовський палац (Алупка).
- 2012 — Реставрація «Венера в кузнице Вулкана». жив. полотно Хендрик де Клерк[en] 1570—1630. Сімферопольський художній музей. колекція «Suermondt-Ludwig-Museum».
- 2011 — Мозаїка «Воскресение Христово» та «Св. Вл. Кн. Александр Невский» в каплиці музейного комплексу. Музейний історико-меморіальний комплекс «35-я береговая батарея» м. Севастополь
- 2011 — Розпис «Рождество Христово» церква Петра і Павла м. Київ.
- 2010 — Створення флорентійської мозаїки «Восточный ковёр» Крим.
- 2009 — Розпис «Триумфальная Арка» в Гурзуфській школі мистецтва.
- 2007—2008 — Розпис плафона «Созвездия». Реставрація санаторія «Гурзуфский», портрети засновників курорту Гурзуф - графа Михайла Семеновича Воронцова та Армана Рішельє,
- Рельєф «Гурзуф» У залі урочистих церемоній у Гурзуфі.
- 2007 — Створення флорентійської мозаїки «Купидон» і «Созвездие стрельца».
- 2006 — Розписи баптистерії Церкви ікони Феодорівської Божої Матері в м. Бахчисарай (Крим)
- 2005 — Створення авторського мозаїчного триптиха «Богоматерь», «Спаситель», «Николай Чудотворец».
- Створення авторського мозаїчного триптиха «Крим», техн. Флорентійска мозаїка (Ресторан «Елена» Ластівчине гніздо (Крим). Місхор.
- Створення мозаїки «Памятник Юрию Долгорукому в Москве» техн. римсько-флорентійська мозаїка, в Домі Москви м. Севастополь
- 2004 — створення мозаїки «Воскресение Христово», образів євангелістів, та п'яти ікон у вівтарі: «Моление о чаше», «Богородица», «Воскресение Христово» «Св. Николай Чудотворец», «Св. Лука» . Церкви Воскресіння Христового в м. Форосі.
- 2003 — Відтворення Тайної вечері в Соборі Святого Володимира (Херсонес) у співавторстві з А. С. Пігарьовим
- 2001—2004 — створення мозаїки і живопису. Володимирський собор у Херсонесі.
- 1992 — виконання розпису вівтарної частини церкви Різдва Христового (с. Різдвяне, Росія).
- 1990 — виконання монументального об'єкту «Зимний сад» м. Сімферополь. Музична школа № 2 Техніка: сграфіто, різьба.
- 1988 — Виконання копій фресок Лужецького монастиря. Можайськ. Московська обл. Росія.

### Арт-проекти, конкурси та стажування
- 2013 — дипломант IX міжнародного Б'єннале у Флоренції;
- 2012 — стажист монументально-реставраційної майстерні в Флоренції;
- 2008 — учасник VII «Б'єннале камерної акварелі Криму»;
- 2007 — участь в 10-ому Міжнародному Фестивалі Мистецтв у Словенії[7];
- 2004 — Арт-проект «СЛЕДОПЫТ/следы пыток/» з Олександром Кадниковим, журнал «НАШ» № 9. Дніпропетровськ;
- 2003 — Стипендіат Кунстштаціон м. Фульда, Німеччина;
- 2003—2004 — Куратор проекту «АртПорт» (Крим — Блекинге, Швеція);
- 2002 — Стипендіат Кунстштаціон м. Фульда, Німеччина;
- 2002—2003 — Куратор проекту «Кунстштаціон» — «АртПлацдарм» — «Крим» (Крим — Рен, Німеччина);
- 2001 — учасник II міжнародного б'єннале акварелі «Neues Aquarell», Кунстштаціон, м. Фульда (Німеччина);
- 2001  - Стипендіат Кунстштаціон. м. Фульда. Німеччина[8];
- 2000 — участь в Триєннале Графіки України;
- 1999 — учасник I міжнародного б'єннале акварелі «Neues Aquarell», Кунстштаціон, Фульда. Німеччина;
- Арт-проект «Дамские штучки» з художницею Яною Михальянц (Київ - Сімферополь);
- 1998 — Арт-проект «Цитаты уходящего века» з модельним агентством «Арт-пластика».

### Виставки
- 2013 - виставка «Крымская школа живописи XX—XXI века» галерея «Art усадьба» м. Ялта;
- 2013 - Передаукціонна виставка в галереї «Арт-Бульвар» м. Севастополь;
- 2009 — Різдвяна виставка «По небу полуночи Ангел летел». Сімферопольський художній музей;
- 2006 — Виставка «Hay Hill Gallery» (Лондон 23. 07. — 31. 08. Велика Британія);
- 2004 — Виставка «АртПорт», союз художників Блекинге, Швеція;
- 2003 — Виставка «Kunst der Halbinsel Krim», Німеччина;
- Виставка «Hexen», галерея AdA .м. Мейнінген. Німеччина;
- 2001 — Виставка в галереї КЭП, м. Сімферополь;
- Виставка в музеї Подольського району, м. Київ;
- 1999 — виставка в Кримському етнографічному музеї, м. Сімферополь;
- 1996 — виставка «Kleine Bilder — ganz gross» м. Хайдельберг, Німеччина;
- Роботи експонувалися в галереї «Calumet», м. Хайдельберг, Німеччина;
- Роботи експонувалися в галереї «Graf», м. Хайдельберг, Німеччина;
- Роботи експонувалися в галереї «H.G.Lautner», м. Майнц, Німеччина;
- Роботи експонувалися в галереїе «Galerie Pictor», м. Майнц, Німеччина;
- 1992 — Всеукраїнська Осіння виставка м. Київ;
- Виставка в галереї «Mostre Sigismondo». Італія;
- 1989 — виставка «Крымскому экслибрису 30 лет» м. Сімферополь;
- 1988 — виставка копій фресок Лужецького монастиря м. Можайск, Московська обл. Участь у виставці Санкт-Петербурзької Академії мистецтв у Нью-Йорку «Soviet Art from the Academy»: Drawings and paintings by the outstanding young artists from the I. E. Repin Institute, Leningrad, the historic art academy of the Soviet Union. (c. 1);
- 1986 — виставка «Крымская графика» м. Сімферополь;
- 1981 — Республіканська виставка творчої молоді м. Київ.

## Музеї, що зберігають твори Анни Петрової
- 1 — Музейний історико-меморіальний комплекс «35-я береговая батарея»[9];
- 2 — Музейний Фонд «Дракон» держави Тайвань, колекція «Російське мистецтво»;
- 3 — Музей Подольського району м. Київ, Україна;
- 4 — Музей Кунстштацион м. Фульда, Німеччина.